# 吴铺镇
吴铺镇，是中华人民共和国湖北省孝感市云梦县下辖的一个乡镇级行政单位。

## 行政区划
吴铺镇下辖以下地区：
吴铺社区、七吴村、何店村、杨店村、长塘村、长辛村、七四黄村、汤店村、大塘村、杨坝村、郑店村、大李村、韩信村、四程村、老屋村、七屋村、王桥村、凤凰村、井岗村、长周村、秀才村和张马村。